# کلیات فلسفه اخلاق
کلیات فلسفه اخلاق (به انگلیسی: The Elements of Moral Philosophy) یک درسنامهٔ اخلاق اثر جیمز ریچلز و استوارت ریچلز است. در این کتاب، نظریه‌ها و مباحث اخلاقی از جمله نسبیت گرایی فرهنگی، ذهنیت‌گرایی، نظریه فرمان الهی، خودگرایی اخلاقی، نظریه قراردادهای اجتماعی، فایده‌گرایی، اخلاق کانتی و اخلاق وظیفه‌گرا توضیح داده شده‌است. همچنین برای توضیح نظریه‌ها از مثال‌های واقعی استفاده شده‌است.

## ویراست‌ها
جیمز ریچلز کتاب را برای اولین بار در سال ۱۹۸۶ منتشر کرد. وی این کتاب را سه بار مورد تجدید نظر قرار داد و در سال ۱۹۹۹ یک فصل با عنوان «اخلاق فضیلت» و یک فصل با عنوان «فمینیسم و اخلاق مراقبت» اضافه کرد. چاپ چهارم در سال ۲۰۰۳ ظاهر شد، یعنی سال درگذشت جیمز ریچلز. از آن زمان پسرش استوارت ویراست پنجم و ویراست ششم را تدوین کرد که در آوریل ۲۰۰۹ منتشر شد. ویراست هشتم در اکتبر ۲۰۱۴ منتشر شد. این کتاب به ایتالیایی، پرتغالی، چینی، اندونزیایی، کره ای، اسپانیایی، نروژی، سوئدی، فارسی و آلبانیایی ترجمه شده‌است.

## ترجمهٔ فارسی
این کتاب دو بار به فارسی ترجمه شده‌است:
- عناصر فلسفه اخلاق، جیمز ریچلز، ترجمهٔ محمود فتحعلی و علیرضا آل بویه، پژوهشگاه علوم و فرهنگ اسلامی
- فلسفه اخلاق، جیمز ریچلز، ترجمهٔ آرش اخگری، نشر حکمت

سید علیرضا صالحی برای نوشتن نقدی به این دو ترجمه برگزیدهٔ جشنوارهٔ نقد کتاب شد.